# Sam Mastrogiannis
Stamatis A. "Sam" Mastrogiannis (2 maart 1942) is een professionele pokerspeler uit de Verenigde Staten. Hij heeft twee World Series of Poker titels op zijn naam staan. Zijn eerste won hij tijdens de World Series of Poker 1979 in een $1.000 Razz-toernooi. Zeven jaar later won hij zijn tweede titel. In 1997 eindigde hij als 13e in het $2.500 7 Card Stud-toernooi. Ook won hij een 7 Card Stud toernooi tijdens de Super Bowl of Poker van 1982.
Tijdens zijn carrière was Mastrogiannis voornamelijk een cashgame-speler. In totaal heeft hij meer dan $200.000 bij elkaar gewonnen met toernooien.

## World Series of Poker bracelets
| Jaar | Toernooi           | Prijs   |
| ---- | ------------------ | ------- |
| 1979 | $1.000 Razz        | $22.200 |
| 1986 | $1.500 7 Card Stud | $80.000 |